# Лавовски гето
Лавовски гето (укр. львівське гетто пољ. getto lwowskie) је био гето који је успостављен у граду Лавов на територији окупиране Пољске за време Другог светског рата. То је био један од највећих јеврејских гета основан од стране нацистичке Немачке након заједничке Немачко-совјетске инвазије на Пољску. Пре Другог светског рата у граду је живело више од 120.000 Јевреја, а тај број се за време рата попео на око 220.000, јер су многи Јевреји побегли у тада релативно сигурне делове источне Пољске који су били под совјетском окупацијом.
Након напада Немачке на Совјетски Савез 1941, нацисти су преузели контролу над градом. Гето је успостављен у другој половини 1941, након доласка Немаца, а ликвидиран је у јуну 1943. Сви становници гета који су преживели до тада, послати су у логор смрти Белзец и концентрациони логор Јановска.